# فلوران ستيفانس
فلوران ستيفانس (بالفرنسية: Florent Stevance)‏ (8 أكتوبر 1988 في فرنسا - ) هو لاعب كرة قدم فرنسي في مركز الهجوم. لعب مع نادي رويال شارلروا ونادي سيراين.

## وصلات خارجية
- فلوران ستيفانس على موقع قاعدة بيانات كرة القدم.إي يو (الإنجليزية)
- فلوران ستيفانس على موقع Soccerway.com (الإنجليزية)